# Ján Krošlák
Ján Krošlák (Bratislava, 17 oktober 1974) is een voormalig Slowaakse tennisser die tussen 1993 en 2004 actief was in het professionele tenniscircuit.
Krošlák won in zijn carrière twee ATP-toernooien in het enkelspel.

## Palmares

#### Enkelspel
| Legenda                       | Legenda               |
| ----------------------------- | --------------------- |
| Grand Slam                    |                       |
| Olympische Spelen             |                       |
| tot 2009                      | vanaf 2009            |
| Tennis Masters Cup            | ATP Finals            |
| ATP Masters Series            | ATP Tour Masters 1000 |
| ATP International Series Gold | ATP Tour 500          |
| ATP International Series      | ATP Tour 250          |

| Nr.              | Datum           | Toernooi     | Ondergrond | Tegenstander in finale | Score         | Details |
| ---------------- | --------------- | ------------ | ---------- | ---------------------- | ------------- | ------- |
| Gewonnen finales |                 |              |            |                        |               |         |
| 1.               | 15 oktober 1995 | ATP Tel Aviv | Hardcourt  | Javier Sánchez         | 6-3, 6-4      | Details |
| 2.               | 2 februari 1997 | ATP Shanghai | Tapijt (i) | Alexander Volkov       | 6-2 7-6(2)    | Details |
| Verloren finales |                 |              |            |                        |               |         |
| 1.               | 25 oktober 1998 | ATP Ostrava  | Tapijt (i) | Andre Agassi           | 2-6, 6-3, 3-6 | Details |

### Dubbelspel
| Nr.                           | Datum           | Toernooi    | Ondergrond | Partner      | Tegenstanders in finale | Score    | Details |
| ----------------------------- | --------------- | ----------- | ---------- | ------------ | ----------------------- | -------- | ------- |
| Verloren finales heren dubbel |                 |             |            |              |                         |          |         |
| 1.                            | 20 oktober 1996 | ATP Ostrava | Tapijt (i) | Karol Kučera | Cyril Suk Sandon Stolle | 6-7, 3-6 | Details |

## Prestatietabel
| Legenda | Legenda                          |
| ------- | -------------------------------- |
| g.t.    | geen toernooi gehouden           |
| l.c.    | lagere categorie                 |
| –       | niet deelgenomen                 |
| G       | uitgeschakeld in de groepsfase   |
| 1R      | uitgeschakeld in de eerste ronde |
| 2R      | uitgeschakeld in de tweede ronde |
| 3R      | uitgeschakeld in de derde ronde  |
| 4R      | uitgeschakeld in de vierde ronde |
| KF      | uitgeschakeld in de kwartfinale  |
| HF      | uitgeschakeld in de halve finale |
| F       | de finale verloren               |
| W       | het toernooi gewonnen            |
| w-v     | winst/verlies-balans             |

### Prestatietabel grand slam, enkelspel
| Toernooi        | 1995 | 1996 | 1997 | 1998 | 1999 | 2000 |
| --------------- | ---- | ---- | ---- | ---- | ---- | ---- |
| Australian Open | 2R   | –    | 2R   | 1R   | 3R   | 2R   |
| Roland Garros   | –    | 1R   | 1R   | –    | 1R   | –    |
| Wimbledon       | 1R   | 3R   | 1R   | –    | 1R   | –    |
| US Open         | –    | 2R   | 2R   | –    | 3R   | –    |